# 関ケ原町立関ケ原小学校
関ケ原町立関ケ原小学校（せきがはらちょうりつ せきがはらしょうがっこう）は、岐阜県不破郡関ケ原町にある小学校。
「関ヶ原小学校」と表記される場合もあるが、町名と同じ「関ケ原小学校」が正しい。

## 概要
関ケ原町立今須小中学校を統合した2021年4月以降、関ケ原町唯一の小学校である。

## 沿革
- 2006年（平成18年）7月 - 関ケ原南小学校と関ケ原北小学校の統合が決まる。校舎は関ケ原南小学校の校地内に新築することに決まる。
- 2008年（平成20年）5月 - 校舎（南舎）が完成する。
- 2009年（平成21年）
  - 3月 - 校舎（北舎）が完成する。
  - 4月1日 - 関ケ原町立関ケ原小学校として開校する。
- 2018年（平成26年）11月 - 2021年4月を目標として関ケ原町立今須小中学校を関ケ原小学校及び関ケ原中学校に統合する方針が決定する[3]。
- 2021年（令和3年）4月 - 関ケ原町立今須小中学校を統合する。

## 関ケ原北小学校と関ケ原南小学校の統合で発生した裁判
2005年（平成21年）に関ケ原北小学校と関ケ原南小学校の統廃合問題で、北小学校校区の住民を中心に反対運動が起き、同年6月に反対派住民3576筆、同年9月に1632筆の、計5208筆の署名を集め、町長と教育委員会に提出した。これに対して町長は2006年（平成18年）6月に関ケ原町の町職員に対し、署名簿に署名した者らの住居を戸別に訪問し、署名に関して質問調査を行うように指示を行った。反対派住民は、町長による戸別訪問調査は、請願権、表現の自由、プライバシー権を侵害するとして、岐阜県弁護士会に対し、人権救済を申し立てた。弁護士会は町長の行為を人権侵害行為と認め町長に警告を行ったが、町長は、警告内容を受け入れず、戸別訪問は正当であり弁護士会が誤っていると主張し続け、町民の過半数が署名をして小学校の統廃合に反対を表明していたにもかかわらず、2006年8月に、町議会の採決を強行し統廃合案が成立させた。
一審判決では、請願権侵害が認められた。町は上告したが、二審判決では一審判決より踏み込んだ形で請願権侵害を認め、さらに思想良心の自由、プライバシー権侵害が認められた。町側はさらに上告したが、最高裁は町側による上告を棄却し、判決が確定した。

## 進学先中学校
- 関ケ原町立関ケ原中学校